# Iglesia de Nuestra Señora de la Asunción (Bujalance)
La iglesia parroquial de Nuestra Señora de la Asunción en Bujalance (Córdoba, España), tiene su origen en la iglesia de Santa María, que se levantara sobre la antigua mezquita junto a la alcazaba tras la conquista cristiana de la ciudad por Fernando III.

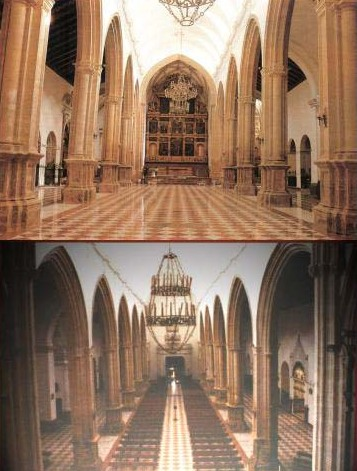
Interior de la Parroquia de Nuestra Señora de la Asunción, Bujalance.

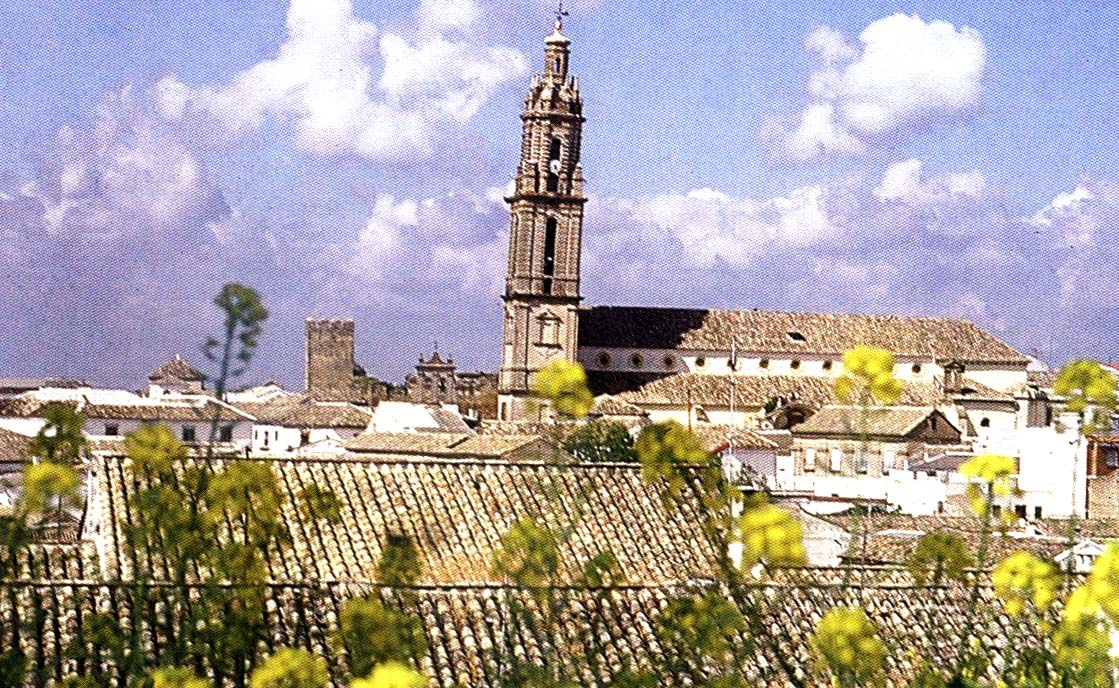
Torre inclinada de la Asunción "El espárrago" (Parroquia de Nuestra Señora de la Asunción).

De estilo gótico-renacentista, sus bóvedas, pilares y arcos son de estilo ojival y se atribuyen a Hernán Ruiz, el Viejo, a Hernán Ruiz, el Joven (1556) y Hernán Ruiz III.
Está formada por tres naves sin crucero separadas por arcos apuntados y posee amplísimas dimensiones: 53 metros de longitud y 22 m de ancho. Las cabeceras de las naves son la parte más antigua, de estilo gótico. Son cuadradas y con bóvedas de crucería. A los lados de las naves se extienden sendas hileras de capillas que podrían formar otras dos naves más, de ahí que se diga que tiene dimensiones de catedral.
El impresionante retablo mayor «uno de los mejores y más antiguos de la provincia», renacentista, data del siglo XVI y está atribuido a Guillermo de Orta y a Andrés de Castillejo, con pinturas de Leonardo Enríquez de Navarra.
Destaca también el retablo y camarín hexagonal barroco de la Virgen del Rosario (de principios del siglo XVIII), actualmente capilla del Sagrario, «uno de los más hermosos del barroco cordobés», a juicio del profesor J. Rivas.
Por último cabe mencionar la custodia rococó (siglo XVIII) del orfebre cordobés Damián de Castro.
Destaca también la puerta lateral barroca de mármol rosa de Cabra del siglo XVIII y la torre, cuyas obras empezaron en 1611 y terminaron en 1788. Esta torre es una construcción de 55 metros de altura, toda de ladrillo excepto el basamento, de piedra molinaza roja. Se trata de uno de los más conocidos símbolos de la ciudad, pues su silueta se puede apreciar entre los cerros de olivos desde varios kilómetros de distancia. Es la torre más alta de la provincia y tiene alrededor de metro y medio de inclinación emulando a la torre de Pisa. También hay que destacar la portada principal, procedente del antiguo Convento del Carmen y que se sitúa frente a la Plaza de Santa Ana, conocida popularmente como el Paseo Viejo.